# Quincy Hall
Quincy Hall (Kansas City, 31 de julio de 1998) es un deportista estadounidense que compite en atletismo, especialista en las carreras de velocidad.
Participó en los Juegos Olímpicos de París 2024, obteniendo una medalla de oro en la prueba de 400 m. Ganó dos medallas en el Campeonato Mundial de Atletismo de 2023, oro en 4 × 400 m y bronce en 400 m.
Estudió Sociología en la Universidad de Carolina del Sur.

## Palmarés internacional
| Juegos Olímpicos   | Juegos Olímpicos   | Juegos Olímpicos  | Juegos Olímpicos |
| Año                | Lugar              | Medalla           | Prueba           |
| ------------------ | ------------------ | ----------------- | ---------------- |
| 2024               | París (Francia)    | Medalla de oro    | 400 m            |
| Campeonato Mundial |                    |                   |                  |
| Año                | Lugar              | Medalla           | Prueba           |
| 2023               | Budapest (Hungría) | Medalla de oro    | 4 × 400 m        |
| 2023               | Budapest (Hungría) | Medalla de bronce | 400 m            |